# Autovía de la Cultura

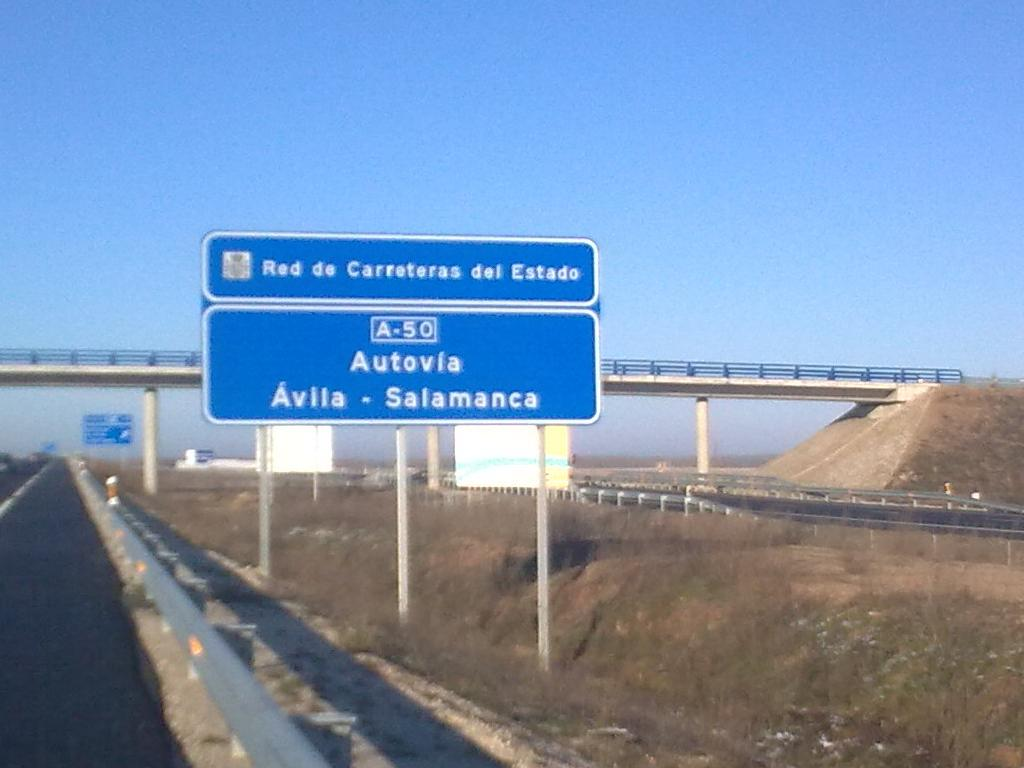
Cartel informativo de la autovía Ávila-Salamanca.

La autovía de la Cultura o A-50, también denominada autovía Ávila-Salamanca, es una autovía española que une Ávila y Santa Marta de Tormes, en el área metropolitana de Salamanca. Esta vía de nueva construcción, con una longitud de 101 km, permite ir desde las proximidades de Salamanca hasta Madrid sin tener que pasar por la N-501, enlazando con la circunvalación de Ávila, que a su vez entronca con la autopista de peaje AP-51 y posteriormente en Villacastín con la AP-6. El primer tramo puesto en servicio fue en 1997, con la apertura de la variante de Santa Marta de Tormes. Hasta noviembre de 2006 no se inauguró el siguiente tramo, Ávila - Narrillos de San Leonardo. La entrada en servicio de esta autovía estaba prevista para diciembre de 2008, aunque tras varios retrasos la autovía fue inaugurada casi en su totalidad por el ministro de Fomento José Blanco el 15 de julio de 2009 con la puesta en servicio del último tramo pendiente de inauguración, Villar de Gallimazo - Encinas de Abajo. Ha tenido un coste total de 250 millones de euros. 
El acceso a Salamanca desde Santa Marta de Tormes puede realizarse en buenas condiciones a través de la N-501 mejorada que existe desde el año 1997. Dado que es un tramo corto (menos de 1 km) en el que la N-501 tiene dos carriles por sentido, y debido a que su desdoblamiento sería particularmente difícil al encontrarse cerca de zonas urbanas, el Gobierno no prevé completar la A-50 hasta Salamanca ni a corto ni a largo plazo.

## Historia
El primer tramo que entró en servicio fue la variante Santa Marta de Tormes, en 1997; no volvió a inaugurarse otro tramo hasta noviembre de 2006, el tramo Ávila - Narrillos de San Leonardo; en el año 2008 se inauguraron los tramos: Narrillos de San Leonardo-Peñalba de Ávila, Peñalba de Ávila-San Pedro del Arroyo, San Pedro del Arroyo-Chaherrero y Salvadiós-Peñaranda de Bracamonte; en 2009 se pusieron en servicio los tramos restantes quedando casi terminada la autovía el 15 de julio de 2009 con la puesta en servicio del último tramo pendiente por inaugurar, Villar de Gallimazo-Encinas de Abajo.
En la primavera de 2007 las obras para la construcción del nuevo tramo San Pedro del Arroyo-Chaherrero de la autovía A-50 motivaron la realización de sondeos arqueológicos preventivos, a cargo de Santiago Vilar Labarta, en el entorno protegido del yacimiento de "El Vergel I", cuyo resultado fue la localización de once inhumaciones tardorromanas pertenecientes a la población de la vecina Villa romana de El Vergel.

## Tramos
| Denominación | Tramo                                                                                             | Kilómetros | Año servicio |
| ------------ | ------------------------------------------------------------------------------------------------- | ---------- | ------------ |
| A-50         | Ávila Oeste - Narrillos de San Leonardo                                                           | 3          | 2006         |
| A-50         | Narrillos de San Leonardo - Peñalba de Ávila                                                      | 9,6        | 2008         |
| A-50         | Peñalba de Ávila - San Pedro del Arroyo                                                           | 9,2        | 2008         |
| A-50         | San Pedro del Arroyo - Chaherrero                                                                 | 10,3       | 2008         |
| A-50         | Chaherrero - Narros del Castillo                                                                  | 11,7       | 2009         |
| A-50         | Narros del Castillo - Peñaranda de Bracamonte                                                     | 14         | 2008         |
| A-50         | Peñaranda de Bracamonte - Alconada                                                                | 16,2       | 2009         |
| A-50         | Alconada - Encinas de Abajo                                                                       | 4          | 2009         |
| A-50         | Encinas de Abajo - Santa Marta de Tormes Este                                                     | 15,5       | 2009         |
| A-50         | Variante de Santa Marta de Tormes Tramo: Santa Marta de Tormes Este - Santa Marta de Tormes Oeste | 5,5        | 1997         |

## Salidas
| Ávila ( AV-20 ) - Santa Marta de Tormes ( N-501 )                    | Ávila ( AV-20 ) - Santa Marta de Tormes ( N-501 ) | Ávila ( AV-20 ) - Santa Marta de Tormes ( N-501 ) | Ávila ( AV-20 ) - Santa Marta de Tormes ( N-501 ) | Ávila ( AV-20 ) - Santa Marta de Tormes ( N-501 )                                                                                                 | Ávila ( AV-20 ) - Santa Marta de Tormes ( N-501 )                                                                                                 | Ávila ( AV-20 ) - Santa Marta de Tormes ( N-501 ) | Ávila ( AV-20 ) - Santa Marta de Tormes ( N-501 ) | Ávila ( AV-20 ) - Santa Marta de Tormes ( N-501 ) | Ávila ( AV-20 ) - Santa Marta de Tormes ( N-501 ) |
| Esquema                                                              | Sentido Santa Marta de Tormes                     | Sentido Santa Marta de Tormes                     | Sentido Santa Marta de Tormes                     | Sentido Santa Marta de Tormes | Sentido Ávila | Sentido Ávila                                     | Sentido Ávila                                     | Sentido Ávila                                     | Incidencias                                       |
| Esquema                                                              | Velocidad                                         | Elemento Carriles                                 | Salida                                            | Salida | Salida | Salida                                            | Elemento Carriles                                 | Velocidad                                         | Incidencias                                       |
| Esquema                                                              | Velocidad                                         | Elemento Carriles                                 | N.º                                               | Direcciones | Direcciones | N.º                                               | Elemento Carriles                                 | Velocidad                                         | Incidencias                                       |
| -------------------------------------------------------------------- | ------------------------------------------------- | ------------------------------------------------- | ------------------------------------------------- | --- | --- | ------------------------------------------------- | ------------------------------------------------- | ------------------------------------------------- | ------------------------------------------------- |
|                                                                      |                                                   |                                                   | 2                                                 | AV-20 Ronda de Ávila | AV-20 Segovia Madrid Valladolid AV-20 Plasencia Toledo                                                                                            | 2                                                 |                                                   |                                                   |                                                   |
|                                                                      |                                                   |                                                   | 3                                                 | N-501 Ávila | N-501 Ávila | 3                                                 |                                                   |                                                   |                                                   |
|                                                                      |                                                   |                                                   | 4                                                 | AV-804 Cardeñosa N-501 Aveinte | AV-804 Cardeñosa N-501 Aveinte | 4                                                 |                                                   |                                                   |                                                   |
|                                                                      |                                                   |                                                   | 14                                                | AV-804 Las Berlanas Arévalo Peñalba de Ávila | AV-804 Las Berlanas Arévalo Peñalba de Ávila | 14                                                |                                                   |                                                   |                                                   |
|                                                                      |                                                   |                                                   | 24                                                | CL-507 Madrid (por N-6 ) Sanchidrián San Pedro del Arroyo                                                                                         | CL-507 Madrid (por N-6 ) Sanchidrián San Pedro del Arroyo                                                                                         | 24                                                |                                                   |                                                   |                                                   |
|                                                                      |                                                   |                                                   | 32                                                | Área de Servicio de Muñogrande 0-24 horas | Área de Servicio de Muñogrande 0-24 horas |                                                   |                                                   |                                                   |                                                   |
|                                                                      |                                                   |                                                   | 35                                                | AV-P-625 Chaherrero Crespos Herreros de Suso | AV-P-625 Chaherrero Crespos Herreros de Suso | 35                                                |                                                   |                                                   |                                                   |
|                                                                      |                                                   |                                                   | 46                                                | N-501 Salvadiós | N-501 Salvadiós | 46                                                |                                                   |                                                   |                                                   |
| AV-800 Fontiveros                                                    |                                                   |                                                   | 46                                                | | | 46                                                |                                                   |                                                   |                                                   |
| AV-P-627 Narros del Castillo                                         |                                                   |                                                   | 46                                                | | | 46                                                |                                                   |                                                   |                                                   |
|                                                                      |                                                   |                                                   | 55                                                | | | 55                                                |                                                   |                                                   |                                                   |
|                                                                      |                                                   |                                                   | 59                                                | CL-610 Peñaranda de Bracamonte Medina del Campo                                                                                                   | CL-610 Peñaranda de Bracamonte Medina del Campo                                                                                                   | 59                                                |                                                   |                                                   |                                                   |
|                                                                      |                                                   |                                                   | 69                                                | DSA-695 Villar de Gallimazo | DSA-695 Villar de Gallimazo | 69                                                |                                                   |                                                   |                                                   |
| N-501 Ventosa del Río Almar                                          |                                                   |                                                   | 69                                                | | | 69                                                |                                                   |                                                   |                                                   |
|                                                                      |                                                   |                                                   | 76                                                | N-501 Ventosa del Río Almar Alconada | N-501 Ventosa del Río Almar Alconada | 76                                                |                                                   |                                                   |                                                   |
|                                                                      |                                                   |                                                   | 83                                                | Encinas de Abajo | Encinas de Abajo | 83                                                |                                                   |                                                   |                                                   |
| Cilloruelo                                                           |                                                   |                                                   | 83                                                | | | 83                                                |                                                   |                                                   |                                                   |
|                                                                      |                                                   |                                                   | 86                                                | Aeropuerto de Salamanca-Matacán Machacón Villagonzalo de Tormes                                                                                   | Aeropuerto de Salamanca-Matacán Machacón Villagonzalo de Tormes                                                                                   | 86                                                |                                                   |                                                   |                                                   |
|                                                                      |                                                   |                                                   | 96                                                | Pelabravo Calvarrasa de Abajo Santa Marta de Tormes                                                                                               | Pelabravo Calvarrasa de Abajo Santa Marta de Tormes                                                                                               | 96                                                |                                                   |                                                   |                                                   |
|                                                                      |                                                   |                                                   | 99                                                | SA-20 Polígono El Montalvo CL-512 Todas Direcciones CL-517 Todas Direcciones A-62 E-80 N-620 Todas Direcciones A-66 E-803 N-630 Todas Direcciones | SA-20 Polígono El Montalvo CL-512 Todas Direcciones CL-517 Todas Direcciones A-62 E-80 N-620 Todas Direcciones A-66 E-803 N-630 Todas Direcciones | 100                                               |                                                   |                                                   |                                                   |
| CL-510 Alba de Tormes                                                |                                                   |                                                   | 99                                                | | | 100                                               |                                                   |                                                   |                                                   |
| Zona Comercial Hipermercado E.Leclerc Santa Marta de Tormes (centro) |                                                   |                                                   | 99                                                | | | 100                                               |                                                   |                                                   |                                                   |
|                                                                      |                                                   |                                                   | 101A                                              | Via de Servicio C. C. El Tormes | Via de Servicio Azucarera | 101A                                              |                                                   |                                                   |                                                   |
|                                                                      |                                                   |                                                   | 101B                                              | N-501 Santa Marta de Tormes (oeste) | N-501 Santa Marta de Tormes (oeste) | 101B                                              |                                                   |                                                   |                                                   |
| N-501 Salamanca                                                      |                                                   |                                                   | 101B                                              | | | 101B                                              |                                                   |                                                   |                                                   |
| A-50 Ávila Madrid                                                    |                                                   |                                                   | 101B                                              | | | 101B                                              |                                                   |                                                   |                                                   |